# The Pacific Age
The Pacific Age är det sjunde albumet av den brittiska gruppen Orchestral Manoeuvres in the Dark, utgivet 1986.
Från albumet släpptes singlarna (Forever) Live and Die, We Love You och Shane. Albumet nådde 15:e plats på brittiska albumlistan.